# Kimberley Nixon
Kimberley Nixon (* 24. September 1985 in Bristol, England) ist eine britische Schauspielerin.

## Leben und Leistungen
Nixon, die auch den Spitznamen Kimbo führt, entstammt einer kinderreichen Familie. Sie absolvierte im Jahr 2007 das Royal Welsh College of Music and Drama. Die Schauspielerin debütierte an der Seite von Judi Dench in der Miniserie Cranford (2007), die im Jahr 2008 mit einigen Preisen und Nominierungen wie BAFTA Award, Emmy und Television and Radio Industries Club Award prämiert wurde. Im Filmdrama Wild Child – Erstklassig zickig (2008) trat sie an der Seite von Emma Roberts, Aidan Quinn und Natasha Richardson auf. In der Komödie Easy Virtue (2008) mit Jessica Biel in der Hauptrolle verkörperte sie neben Ben Barnes und Katherine Parkinson eines der drei Kinder von Veronica Whittaker (Kristin Scott Thomas). Im Thriller Cherrybomb übernahm sie 2009 eine der Hauptrollen, weitere Film und vor allem Fernsehrollen folgten. Nixon war außerdem in einigen Theaterrollen zu sehen.

## Filmografie
- 2007: Cranford (Miniserie, 5 Folgen)
- 2008: Frontalknutschen (Angus, Thongs and Perfect Snogging)
- 2008: Wild Child – Erstklassig zickig (Wild Child)
- 2008: Easy Virtue – Eine unmoralische Ehefrau (Easy Virtue)
- 2009: Cherrybomb
- 2010: Black Death
- 2010: Agatha Christie’s Poirot (Fernsehserie, Folge 12x01)
- 2010: Law & Order: UK (Fernsehserie, Folge 3x06)
- 2011: Inspector Barnaby (Midsomer Murders, Fernsehserie, Folge 13x08)
- 2011: The Last Post (Kurzfilm)
- 2011: Resistance – England has fallen (Resistance)
- 2011: Summer Musical
- 2012: Der Jäger – Geld oder Leben (Kidnap and Ransom, Fernsehserie, 3 Folgen)
- 2012: Elfie Hopkins
- 2012: Payback – Tag der Rache (Offender)
- 2012–2013: Hebburn (Fernsehserie, 13 Folgen)
- 2013: Agatha Christie’s Marple (Fernsehserie, Folge 6x02)
- 2014: Playhouse Presents (Fernsehserie, Folge 3x01)
- 2014: Under Milk Wood (Fernsehfilm)
- 2011–2014: Mystery! (Fernsehserie, 2 Folgen)
- 2015: Critical (Fernsehserie, 9 Folgen)
- 2011–2016: Fresh Meat (Fernsehserie, 30 Folgen)
- 2016: New Blood – Tod in London (New Blood, Fernsehserie, 7 Folgen)
- 2016: Ordinary Lies (Fernsehserie, 2 Folgen)
- 2017: Outlander (Fernsehserie, 2 Folgen)
- 2017: Murder on the Blackpool Express (Fernsehfilm)
- 2018: Nige (Fernsehkurzfilm)
- 2019: Death in Paradise (Fernsehserie, Folge 8x03)
- 2019: The Left Behind (Fernsehfilm)
- 2019: The Accident (Fernsehserie, 2 Folgen)
- 2020: Der Giftanschlag von Salisbury (The Salisbury Poisonings, Miniserie, Folge 1x02)
- 2020: Der kleine Roald Dahl und die Maus (Roald & Beatrix: The Tail of the Curious Mouse)
- 2020–2022: The Tuckers (Fernsehserie, 6 Folgen)
- 2022: Life and Death in the Warehouse (Fernsehfilm)
- 2022: The Baby (Fernsehserie, Folge 1x03)
- 2023: Consent (Fernsehfilm)
- 2023: Partygate – The True Story (Partygate, Fernsehfilm)
- 2023: Christmas in the Cotswolds (Fernsehfilm)
- 2024: Shardlake (Fernsehserie, 2 Folgen)
- 2024: Queenie (Fernsehserie, Folge 1x05)
- 2024: Peacock (Fernsehserie, 2 Folgen)
- 2024: My Lady Jane (Fernsehserie, Folge 1x02)
- seit 2024: Ar y Ffin (Fernsehserie)

## Videospiel
- 2021: Bureiburi Deforuto II (Martha, Englische Version Synchronisation)